# Pachynocera peticlata
Pachynocera peticlata là một loài ruồi trong họ Tachinidae.